# 濟東泰武臨道
济东泰武临道，清朝地方行政区划中的道，位于山东省西部。

## 历史沿革
康熙九年（1670年），设济东道，驻济南府。
康熙十三年十月丙午（1674年11月13日），分济南府及东昌府属的聊城县等九州、县来属。道治迁德州。
康熙十八年（1679年），道治迁济南府。康熙五十八年十一月辛巳（1719年12月23日），分济宁道所领东昌府属堂邑县等九州县来属。
雍正二年九月庚戌（1724年10月26日），升武定州、滨州、泰安州为武定直隶州、滨州直隶州、泰安直隶州来属。雍正八年乙卯（1730年2月2日），升濮州、高唐州为濮州直隶州、高唐直隶州来属。雍正十二年四月戊午（1734年5月15日），裁曹东道，其原领的东平直隶州来属。同年六月癸亥（1734年7月19日），武定直隶州升为武定府；滨州直隶州、高唐直隶州均降为散州，分别往属武定府、东昌府。雍正十三年七月甲辰（1735年8月24日），泰安直隶州升为泰安府；濮州直隶州、东平直隶州均降为散州，分别往属曹州府、泰安府。
乾隆四十一年（1776年），临清州升为临清直隶州来属，道名寻改为济东泰武临道。自此至清朝灭亡，本道辖济南府、东昌府、泰安府、武定府、临清直隶州。道治设济南府。
本道设道员1人，负责辖区内一切政务，兼理驿传之事。

## 行政区划
| 山东省行政区划图（1820年）                                                          |
| 济南府 东昌府 泰安府 武定府 临清州 登州府 莱州府 青州府 兖州府 沂州府 曹州府 济宁州 |